# 登陸月球類電子遊戲
登陸月球類電子遊戲（英语：Electronic Games）是電子遊戲類型之一，受1969年阿波罗登月舱著陸月球所啟發，玩家控制推進器減緩火箭下降速度，使它安全登陸月球或其他天體。當火箭撞上障礙物、以高速撞擊天體表面或耗盡燃料，遊戲便會結束。在某些版本中，玩家還需要調整火箭的方向以及水平和垂直速度。
首款登陸月球類電子遊戲屬文字式遊戲，曾以多個名稱發佈，當中包括《登陸月球遊戲》。1969年秋天，就讀中學的吉姆·施托雷以FOCAL编程语言編寫了這款遊戲，適用於數碼裝置公司（DEC）的PDP-8小型计算机。不久之後，其他程序员以FOCAL和BASIC編寫了眾多版本。DEC員工大衛·阿爾把最初的《登陸月球遊戲》翻譯至BASIC，並在1978年出版的《BASIC電腦遊戲》中列出三個《登陸月球遊戲》版本。直至1970年代結束，這類遊戲被統稱為登陸月球類。
1973年，DEC委託製作《登陸月球》的實時圖形版本，以展示全新DEC GT40圖形終端的能力。這款名為《月球登陸者》的遊戲由傑克·伯尼斯編寫，與DEC的電腦一同發行，並在貿易展覽會上展示。1979年，雅達利製作了使用黑白向量圖形的投幣式街機版本《月球冒險》，設有投幣換取燃料功能，允許玩家購買更多燃料來繼續當前遊戲。
登陸月球類電子遊戲是家用電腦系統的流行概念，各地程序员或公司均開發了適用於不同系統的版本，如《靜海基地》《土星冒險》《火箭冒險》等。大衛·阿爾認為文字版《登陸月球》是「當時最受歡迎的單一電腦遊戲」，《電腦遊戲世界》雜誌認為《登陸月球》是程序员入門時所使用的首批有趣程式，《電子遊戲》雜誌甚至聲稱當時「每家有能力複製磁帶的公司都在嘗試銷售此類遊戲」。2014年，作家尼爾·羅傑·特林厄姆指這類遊戲是「少數基於真實太空計劃的作品」。

## 文字遊戲

《火箭》是登陸月球遊戲的早期版本，圖中顯示玩家只在最後一刻消耗燃料，結果墜入月球

最初的登陸月球類電子遊戲屬文字式遊戲，受1969年阿波罗登月舱著陸月球所啟發，在1969年曾以多個名稱發布，當中包括《登陸月球遊戲》（Lunar Landing Game）。1969年秋天，就讀列星頓高級中學的吉姆·施托雷（Jim Storer）以數碼裝置公司（DEC）PDP-8小型计算机作遊戲平台，以FOCAL編寫這款遊戲，並於聖誕假期後以《火箭》（Rocket）為名上傳至系統數據庫。施托雷的電腦科教師把遊戲改名為《FOCAL登月模擬器（太陽神號）》（FOCAL Lunar Landing Simulation (APOLLO)），提交予DEC用戶通訊，該通訊則把遊戲更名為《太陽神號》（Apollo）並向讀者分發源代码。各地創作者後來也提交了遊戲的不同版本，包括《太陽神2號》（Apollo II）和《太陽神12號》（Apollo 12）。1970年，DEC出版了關於FOCAL-8程式語言的書，並在書中介紹被更名為《登月艇》（Lunar Module）的遊戲。其他創作者很快便根據這個概念編寫其他版本，例如DEC僱員埃里克·彼得斯（Eric Peters）以BASIC編寫的《火箭》，以及由威廉·拉巴里二世（William Labaree II）等人編寫的另一個BASIC版本《LEM》。
遊戲內容以文字呈現，採用回合制，介面會顯示包含火箭飛行高度和降落速度等資料的文本摘要，玩家則須在介面中輸入指令試圖控制火箭安全著陸月球。在最初的《登陸月球遊戲》中，玩家只需要根據火箭當前的垂直速度和剩餘燃料來控制垂直推力的多寡，每一回合代表10秒航行時間。《火箭》增添了由文本製成的簡單圖形界面，在每輪展示火箭與地面之間的距離，《LEM》則加入了水平速度以及在特定角度施加推力的能力。1970至1971年，DEC員工兼時事通訊編輯大衛·阿爾把《登陸月球遊戲》和這兩部由FOCAL編寫而成的早期大型電腦遊戲翻譯至另一款程式語言BASIC，部分用作在公司的PDP-8迷你電腦上演示。由於這些遊戲大受歡迎，使得阿爾開始在DEC通訊中刊登自己和讀者提交的BASIC遊戲。
1973年，阿爾出版了《101款BASIC電腦遊戲》，書中收錄了阿爾和其他程序員編寫的BASIC電腦遊戲原始碼，部分是以BASIC編寫的原創遊戲，也有部分是從FOCAL等語言移植而來的遊戲。此書是電子遊戲程式設計界的重要里程碑，後來更登上暢銷榜，銷量超過十萬冊。1978年，阿爾重新出版了他的著作，更名為《BASIC電腦遊戲》，後來此書成為有史以來最暢銷的電腦書籍，售出超過一百萬冊。拜書籍和BASIC流行所賜，大型電腦遊戲的BASIC版本更廣為人知，知名度甚至超越原版遊戲和其他語言編寫的大型電腦遊戲。書中包含了三個《登陸月球遊戲》版本，分別是《火箭》（施托雷版）、《ROCKT1》（彼得斯版）、《ROCKT2》（拉巴瑞版）。阿爾和史蒂夫·諾斯隨後將這三個版本轉換為Microsoft BASIC，並於1976年的雜誌《創意計算》和作品集《最佳創意計算》上發表。這三個版本也獲收錄於1978年版《BASIC電腦遊戲》，它們分別被命名為《月球》、《LEM》、《火箭》，並且成為現有遊戲中最受歡迎的版本。
1975年，書籍《點擊確認鍵後該做什麼》（What to Do After you Hit Return）中首次出現以《登陸月球》（Lunar Lander）為名的登陸月球類電子遊戲；此書由人民電腦公司出版，類似阿爾的著作，內裡包含諸多BASIC電腦遊戲，如《登陸月球遊戲》衍生版本《撞擊》（Crash）等。在此之前的1970年，一名前雅達利有限公司員工把投幣式電動機械遊戲命名為《登陸月球》，玩家須使用操縱桿將登月艇降落在月球特定地點上，但不清楚此遊戲的靈感是源自電子遊戲還是僅受實際登月艇所啟發。另一款登陸月球類電子遊戲則伴隨可程式計算器作商業銷售，如1975年的惠普HP-25。隨著1977年家用電腦的出現，遊戲概念很快也轉移到這些系統上，MK14電腦套件的《登陸月球》（Moon Lander）便是早期例子，遊戲會在8字元計算器式顯示器上顯示登月艇的速度、高度、燃料消耗。雖然阿爾在著作中沒有列出三款同類遊戲的通用名稱，但遊戲風格卻被統稱為其子類型，1979年2月的《資訊天地》月刊稱《LEM》為登陸月球類電子遊戲，1986年《安迪》雜誌也把這類文字式遊戲統稱為登陸月球類電子遊戲。

## 圖形遊戲

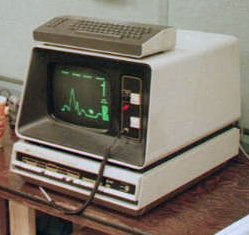
正在運行《月球登陸者》的DEC GT40圖形終端

1973年，DEC委託製作《登陸月球》的實時圖形版本，以展示他們新的DEC GT40圖形終端連接至PDP-10或PDP-11迷你電腦時的能力。該遊戲由DEC顧問和前員工傑克·伯尼斯（Jack Burness）編寫，並命名為《月球登陸者》（Moonlander）；它與DEC電腦一同發行，並在貿易展覽會上展示。有別於之前的回合制文字式遊戲，這款作品是實時圖形遊戲，通關條件仍然是利用遊戲的遠測數據把阿波罗登月舱正確地降落在月球表面。若玩家計算錯誤，登月艇便會飛離月球或者墜毀於月表。玩家以光筆遊玩，可調整節流閥和登月艇的角度，輸出顯示則為矢量图形系統。伯尼斯於1973年2月25日完成開發，前後共花了十日時間，外加一日參觀了有份設計太陽神登月艇的麻省理工學院。伯尼斯在學院獲取了登月艇的實際規格，並用它來計算操縱火箭的燃料消耗。伯尼斯曾說自己沒有印象玩過最初的《登陸月球遊戲》，但在1973年則玩過許多版本的同類遊戲。此外，伯尼斯曾經在12月6日（即製作遊戲前幾個月）入場觀看阿波罗17号發射升空，這可能是遊戲創作的靈感來源。
《月球登陸者》是第一款多視角電子遊戲，當登月艇接近月球時，視角會變為月表和登月艇的特寫。如果玩家安全降落，一名太空人會自艇中爬出並站在月表上。這是電子遊戲中首次描述人類，也可能是電子遊戲首個劇情畫面。《月球登陸者》也是首款包含彩蛋的電子遊戲：假若玩家在特寫視角下操縱登月艇作水平飛行，那麼便會遇到一家麥當勞，著陸後太空人將會進入餐廳，玩家也可操縱登月艇撞毀它。後來《月球登陸者》出現了眾多修改版本，至少有一個版本將其更名為《RT-11登月艇》（RT-11 Lunar Lander），也有刪去了麥當勞的版本，後者曾在1979年荷蘭短片《人類與電腦》（Mens en computer）中出現。2013年，範式系統公司免費發佈了iPad的移植版。
1979年8月，雅達利製作了使用黑白向量圖形的投幣式街機版本《月球冒險》。遊戲設有四個難度級別，玩家可以使用裝有彈簧的操縱桿來操縱登月艇的比例節流閥系統，從而左右旋轉船隻和調整引擎出力。與《月球登陸者》同樣，遊戲介面會顯示重複的月表山脈圖形，船速、高度、剩餘燃料等讀數則以文字顯示。遊戲不設時間限制，只會在登月艇耗盡燃料時結束，玩家可以投入25分硬幣為登月艇補充燃料。另外，玩家若成功在高難度區域降落會獲加分。此作品是雅達利首款矢量圖形遊戲，由里克·蒙克里夫（Rick Moncrief）、霍華德·德爾曼（Howard Delman）、里奇·摩爾（Rich Moore）合作開發，矢量引擎靈感則來自蒙克里夫和德爾曼製作的《太空戰爭》。遊戲構想源於德爾曼在數年前看過同類作品的圖形版本，很可能是《月球登陸者》。雅達利員工在數年前也於艾姆斯研究中心看過《月球登陸者》，並在1975年嘗試以位图製作投幣式街機版本。大約在同一時期，太東製作了另一款同樣以控制登月艇為核心的投幣式街機遊戲《月球救援》。
後來，圖形版本的登陸月球類電子遊戲陸續出現在不同系統上。雖然有些作品被命名為《月球冒險》（如史東韋爾為Apple II開發的版本），但大多採用其他名稱。無論如何，遊戲類型的名稱仍然是「登陸月球」。比爾·巴傑於1980年為Apple II開發了《靜海基地》（Tranquility Base）；康懋達於1981和1982年分別為康懋達VIC-20和康懋達64發布了《月球冒險》點陣圖版——《土星冒險》；IBM於1982年發布了適用於IBM PC的《火箭冒險》（Rocket Lander）；《啊呵！》雜誌在1984年4月推出了適用於康懋達64的《月球冒險》康懋達BASIC版本。另外，程序员湯姆·哈德森在1983年也為雅達利8位元電腦系列製作更複雜的版本《逆火》（Retrofire），它使用3D等軸測視圖，因此玩家需要沿X、Y、Z軸控制三類速度。其他遊戲包括適用於Sinclair ZX Spectrum的《太陽神11號》（Apollo 11），適用於艾康電腦旗下產品Acorn Electron和BBC Micro的《火星登陸者》（Marslander），以及適用於康懋達PET和TRS-80的各種《月球冒險》衍生版本。
1990年，程序员喬治·諸見里（George Moromisato）為Windows 3.1x開發了《著陸器》（Lander），任天堂也於同年製作了Game Boy版《月球冒險》。1999年，遊戲開發商Psygnosis推出了適用於Microsoft Windows的3D商業版《著陸器》。時至今日，電腦、電子遊戲機、行動電話、網站等平台均有《月球冒險》現代版或重製版的蹤影。

## 迴響
大衛·阿爾在1978年出版的《BASIC電腦遊戲》中，描述文字版《登陸月球》是「迄今為止最受歡迎的單一電腦遊戲」。《月球登陸者》發布後備受DEC圖形終端用戶歡迎；街機版本的《月球冒險》受玩家愛戴，機櫃銷量方面也不俗，售出約4,700台。另一方面，1979年雅達利推出的《爆破彗星》雖然大受歡迎，但機櫃銷量只有約300台。
1982年，《電腦遊戲世界》雜誌稱《登陸月球》為新手程序员在入門時所使用的首批有趣程式，並會隨著他們技能的提高而不斷改進。1973至1981年間先後誕生了諸多版本的登陸月球類電子遊戲（不論是文字抑或圖形遊戲）；《電子遊戲》雜誌在評論斯科特·亞當斯（Scott Adams）為雅達利8位元電腦和TRS-80設計的遊戲版本時，聲稱它是「這個擁擠領域的又一作品，就好比《太空侵略者》模仿品那一類別。有時候，似乎每家有能力複製磁帶的公司都在嘗試銷售此類遊戲。」適用於MK14的《登陸月球》甚至是英國最早的三款家用電腦商業遊戲之一。1986年3月，雅達利發布了適用於雅達利8位元電腦《月球冒險構建集》，玩家可利用它來構建客製化的圖形版《月球冒險》，屬於這類遊戲的元遊戲。在2014年出版的《科幻電子遊戲》（Science Fiction Video Games）中，作家尼爾·羅傑·特林厄姆（Neal Roger Tringham）討論登陸月球類電子遊戲缺乏外星人或不切實際的物理學等科幻概念時，宣稱它們是「少數基於真實太空計劃的電子遊戲，而非如大多作品一樣受虛構太空探索形式所啟發」。

## 外部連結
- 登陸月球模擬器 （页面存档备份，存于） 1969年吉姆·施托雷《登陸月球遊戲》的重新編碼版本
- 1978年《BASIC電腦遊戲》的文字版遊戲源代碼 （页面存档备份，存于）
- 雅達利《月球冒險》的官方線上版
- Killer List of Videogames上的《月球冒險》